# Titanoderma trochanter
Titanoderma trochanter (Bory de Saint-Vincent) Benhissoune, Boudouresque, Perret-Boudouresque & Verlaque, 2002  é o nome botânico  de uma espécie de algas vermelhas pluricelulares do gênero Titanoderma, família Corallinaceae.
- São algas marinhas encontradas no Mediterrâneo.

## Sinonímia
- Nullipora trochanter  Bory de Saint-Vincent, 1832
- Titanoderma byssoides var. trochanter  (Bory de Saint-Vincent) Bressan & Babbini, 1997
- Lithophyllum trochanter  (Bory de Saint-Vincent) H.Huvé ex Woelkerling, 1998